# Shi Yuhao
Shi Yuhao (26 settembre 1998) è un lunghista cinese.
Vincitore dei campionati nazionali juniores di salto in lungo nel 2016, fissando un nuovo record nazionale under 20 di 8,30 metri (migliorato ancora l'anno successivo), Shi debutta tra i seniores internazionalmente nel 2017, prendendo parte ai Mondiali di Londra, arrivando sesto in finale. Nel 2018 ha vinto una medaglia d'oro ai Campionati asiatici indoor di Teheran.

## Palmarès
| Anno | Manifestazione             | Sede       | Evento         | Risultato | Prestazione | Note |
| ---- | -------------------------- | ---------- | -------------- | --------- | ----------- | ---- |
| 2015 | Mondiali U18               | Cali       | Salto in lungo | 6º        | 7,63 m      |      |
| 2015 | Mondiali U18               | Cali       | Salto triplo   | 6º        | 15,41 m     |      |
| 2017 | Mondiali                   | Londra     | Salto in lungo | 6º        | 8,23 m      |      |
| 2018 | Campionati asiatici indoor | Teheran    | Salto in lungo | Oro       | 8,16 m      |      |
| 2018 | Mondiali indoor            | Birmingham | Salto in lungo | 5º        | 8,12 m      |      |
| 2023 | Asiatici indoor            | Astana     | 60 m piani     | 6º        | 6"70        |      |
| 2023 | Giochi asiatici            | Hangzhou   | Salto in lungo | Bronzo    | 8,10 m      |      |
| 2024 | Giochi olimpici            | Parigi     | Salto in lungo | 24º (q)   | 7,68 m      |      |